# Triangle de Sierpiński
Pour les articles homonymes, voir Sierpinski.
En particulier ne pas confondre avec le tapis de Sierpiński, autre spectrale étudiée par le mathématicien polonais Wacław Sierpiński.

Triangle de Sierpiński.

Le triangle de Sierpiński, ou tamis de Sierpiński, également appelé par Mandelbrot le joint de culasse de Sierpiński, est une fractale, du nom de Wacław Sierpiński qui l'a décrit en 1915.
Il peut s'obtenir à partir d'un triangle « plein », par une infinité de répétitions consistant à diviser par deux la taille du triangle puis à les accoler en trois exemplaires par leurs sommets pour former un nouveau triangle. À chaque répétition le triangle est donc de même taille, mais « de moins en moins plein ».

## Construction

### Algorithme 1
Un algorithme pour obtenir des approximations arbitrairement proches du triangle de Sierpiński peut s'écrire de la manière récurrente suivante :
1. Commencer à partir d'un triangle quelconque du plan. Le triangle canonique de Sierpiński se construit à partir d'un triangle équilatéral ayant une base parallèle à l'axe des abscisses.
2. Tracer les trois segments qui joignent deux à deux les milieux des côtés du triangle, ce qui délimite 4 nouveaux triangles.
3. Enlever le petit triangle central. Il y a maintenant trois petits triangles qui se touchent deux à deux par un sommet, dont les longueurs des côtés sont la moitié de celles du triangle de départ (obtenue par une homothétie de rapport 1/2), et dont l'aire est divisée par 4.
4. Recommencer à la deuxième étape avec chacun des petits triangles obtenus.

La fractale s'obtient après un nombre infini d'itérations. À chaque étape, l'aire de l'ensemble diminue, elle est multipliée par 3/4.

### Algorithme 2

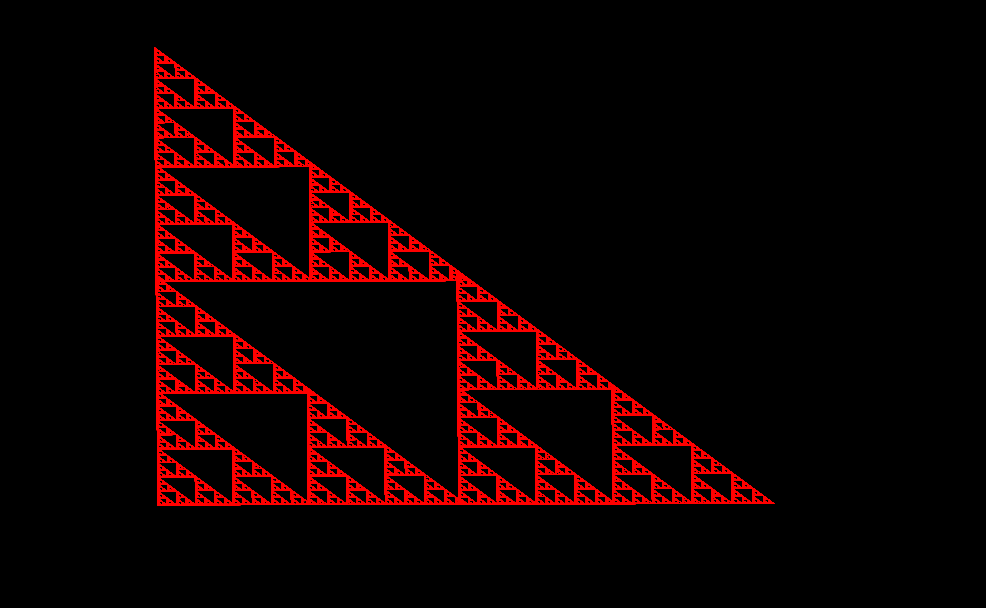
Triangle de Sierpiński associé à un triangle rectangle de côtés 3, 4 et 5 et créé par un générateur d'IFS.

Le triangle de Sierpiński est l'attracteur du système de fonctions itérées {ha, hb, hc}  des trois homothéties de rapport 1/2 centrées aux sommets a, b et c. Au passage, la théorie des systèmes de fonctions itérées garantit a posteriori l'existence du triangle de Sierpiński.

### Algorithme 3
On applique le jeu du chaos.

### Algorithme 4

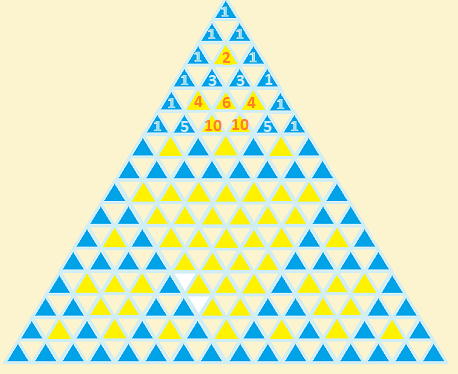
Obtention du triangle de Sierpiński par coloriage du triangle de Pascal.

Si l'on inscrit le triangle de Pascal dans une trame triangulaire, la réunion des cellules contenant des termes impairs est un triangle de Sierpiński.
Remarque : cela revient à construire un triangle de Pascal dans {\displaystyle {\mathbb {Z} }/{2\mathbb {Z} }}

### Algorithme 5

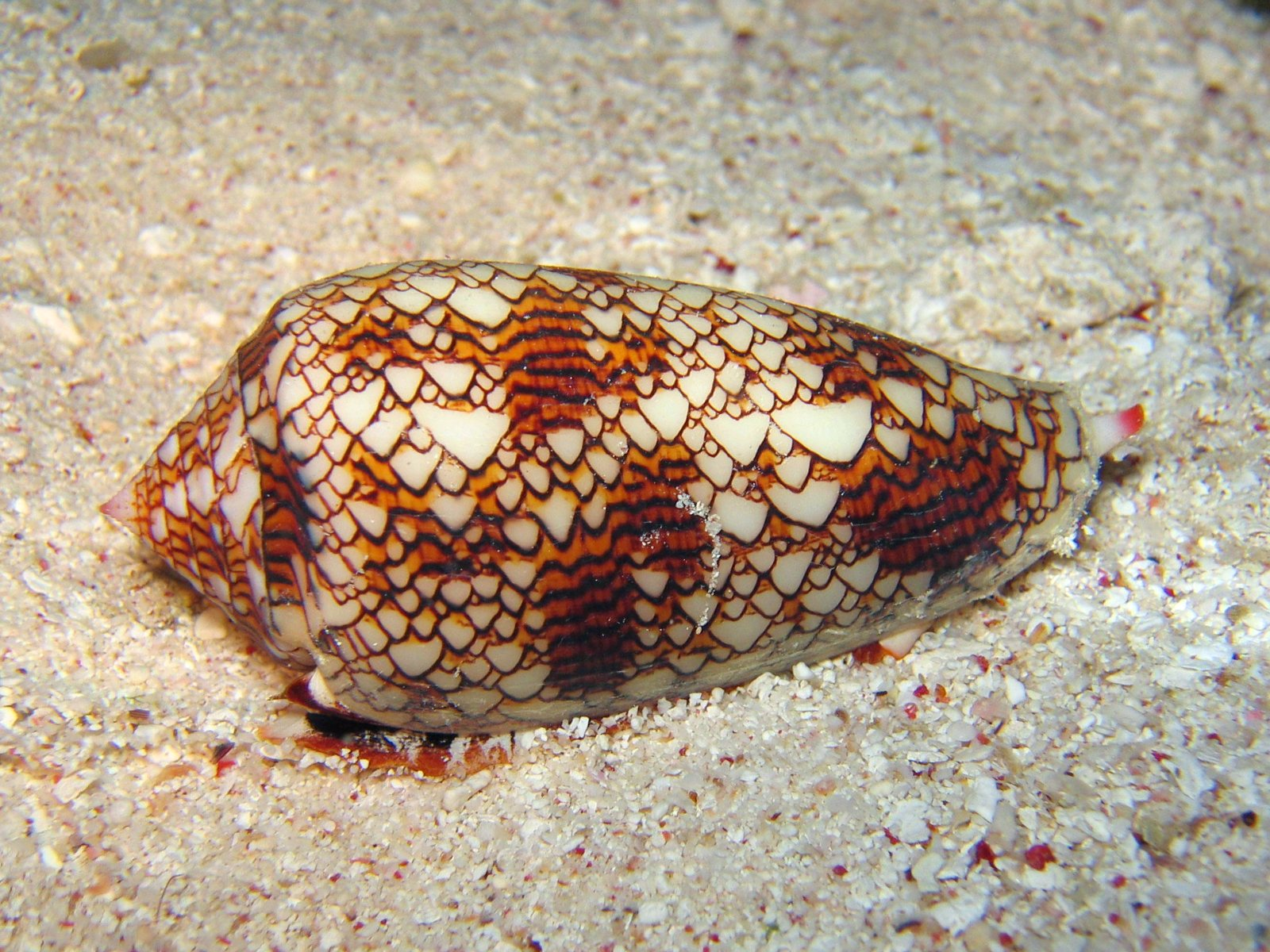
Motifs de la coquille du Conus textile.

On obtient un triangle de Sierpiński en appliquant un automate de Wolfram, la règle 126, inspiré du jeu de la vie de Conway. Cela permet par exemple d'expliquer en partie les motifs de la coquille du Conus textile.

### Algorithme 6
On peut obtenir un triangle de Sierpiński à l'aide d'un L-Système comme celui-ci :
- Alphabet : V = {X, F}
- Constante : S = {+, -}
- Axiome : w = X
- Règles : (X → XF+XF+XF+) (F → FF)
- Angle : 120°

Triangle_de_Sierpinski
{
angle 120
axiom X
X=XF+XF+XF+
F=FF
}
Voici le résultat sur 3 générations :
- n = 0 : X
- n = 1 : XF+XF+XF+
- n = 2 : XF+XF+XF+FF+XF+XF+XF+FF+XF+XF+XF+FF+
- n = 3 : XF+XF+XF+FF+XF+XF+XF+FF+XF+XF+XF+FF+FFFF+XF+XF+XF+FF+XF+XF+XF+FF+XF+XF+XF+FF+FFFF+XF+XF+XF+FF+XF+XF+XF+FF+XF+XF+XF+FF+FFFF+

## Dimension
Le triangle de Sierpiński a une dimension fractale ou une dimension de Hausdorff égale à log 3/log 2, soit environ 1,585. En effet, le triangle de Sierpiński est la réunion de trois copies de lui-même, chacune étant réduite d'un facteur 1/2.

## Illustrations

La Triforce.

Le triangle de Sierpiński est utilisé comme logo ou symbole. Le logo de l'École nationale des ponts et chaussées représente un triangle de Sierpiński au bout de la deuxième itération.
La Triforce, symbole majeur de la saga vidéoludique The Legend of Zelda, représente quant à elle la première itération du triangle de Sierpiński.